# آسیابهای نه تن
آسیابهای نه تن مربوط به دوره صفوی است و در شهرستان قیروکارزین، بخش افزر، دهستان افزر، جنوب غربی روستای نه تن واقع شده و با شمارهٔ ثبت ۲۶۶۳۴ به‌عنوان یکی از آثار ملی ایران به ثبت رسیده است.